# Sébastien B. Gagnon
Sébastien B. Gagnon, né en 1978 à Rimouski, est un poète et musicien québécois,.

## Biographie
Sébastien B. Gagnon est né en 1978 à Rimouski et a grandi à Saint-Fabien,,,. Il est le fils de Mario Gagnon, électricien, et de Lorraine Boulanger.
Avant d'écrire, Gagnon a d'abord « fait ses armes dans le rap et le spoken word ». Il a fait partie du groupe de rap 109, de 1997 à 2002, ainsi que du groupe de rock garage Les Fidel Castrol,. Il s'est entre autres produit avec le musicien Joël Lavoie dans le duo de poésie et musique électroacoustique Boutefeu,.
Il fait paraitre son premier recueil de poésie, Disgust and Revolt Poems Mostly Written in Engligh by an indépendantiste aux éditions Rodrigol en 2012, suivi de mèche chez l'Oie de Cravan en 2016. Ce dernier, composé de 54 poèmes écrits en 54 jours à l’être aimé, lui vaut le Prix des libraires,. Il a co-fondé Le Cosmographe avec le poète Shawn Cotton, maison d’édition indépendante et secrète,
Il travaille en tant que technologue en architecture.

## Œuvres

### Poésie
- Disgust and Revolt Poems Mostly Written in Engligh by an indépendantiste, Montréal éditions Rodrigol, 2012, 55p.  (ISBN 9782923617107)
- mèche, Montréal, L'Oie de Cravan, 2016, 54 p.  (ISBN 9782924652015)

## Prix et honneurs
- 2017 - Prix des libraires pour mèche[2]